# NGC 4609
NGC 4609 ist ein galaktischer offener Sternhaufen im Süden des Sternbildes Crux, nahe dem Zentrum des Kohlensacks. Die Entfernung von NGC 4609 wird auf rund 1300 Parsec geschätzt. Der Haufen wurde am 12. Mai 1826 vom schottischen Astronomen James Dunlop entdeckt.